# Mulgravea viridifrons
Mulgravea viridifrons är en tvåvingeart som först beskrevs av Toyohi Okada 1985.  Mulgravea viridifrons ingår i släktet Mulgravea och familjen daggflugor. Inga underarter finns listade i Catalogue of Life.